# Siphona illinoiensis
Siphona illinoiensis är en tvåvingeart som beskrevs av Townsend 1891. Siphona illinoiensis ingår i släktet Siphona och familjen parasitflugor. Inga underarter finns listade i Catalogue of Life.